# Hella Schlumberger
Hella Schlumberger (* 27. Juni 1943 in Denkhaus bei Reetz, Pommern) ist eine deutsche Schriftstellerin und Journalistin. Die Publizistin engagiert sich außerdem stark für die Erinnerung an den Hitlerattentäter Georg Elser. So ist ihrer Initiative u. a. der Münchner Georg-Elser-Platz sowie der Georg-Elser-Preis zu verdanken.

## Leben
Ihre Familie floh 1945 am Ende des Zweiten Weltkriegs aus Pommern vor der sowjetischen Armee. Sie wuchs im Schwarzwald auf und studierte in Tübingen, Paris und München Romanistik und promovierte in Tübingen mit der Dissertation Der philosophische Dialog. Studien zu Voltaire, Diderot und Galiani.
Bereits 1976 arbeitete Hella Schlumberger mit Günter Wallraff an der Aufdeckung eines Putschplans des früheren portugiesischen Staatspräsidenten General Spínola mit der Unterstützung durch Franz Josef Strauß. Günter Wallraff und Hella Schlumberger schrieben daraufhin das Buch Aufdeckung einer Verschwörung. Die Spínola-Aktion.
In den folgenden Jahren bereiste sie zahlreiche Länder der Dritten Welt. Dabei entstanden kritische Werke, die den Blickwinkel der Betroffenen einnehmen, Methoden und Machenschaften von Regierenden und Organisationen zu entlarven, Ungerechtigkeiten zu benennen und Wege aufzuzeigen, ihnen zu begegnen.
Dabei entstanden u. a. folgende Werke:
- Durchs freie Kurdistan 1980,
- Kreuzweg Mittelamerika 1983,
- Bolivien, Schwankende Wiege der Freiheit 1985,
- Kurdische Reise 1989 und
- Der brennende Dornbusch, im verbotenen Land der Kurden 1991.

Bei einer Reise in den türkischen Teil Kurdistans wurde sie wegen ihres Engagements für die kurdische Bevölkerung in Diyarbakır verhaftet. Dank des Einsatzes des damaligen deutschen Außenministers Genscher und des Bundespräsidenten Richard von Weizsäcker ließ die türkische Justiz sie aber nach 10 Tagen wieder frei.
Ihre Bücher, Artikel, Sendungen und Filme befassen sich aber nicht nur mit den Problemen ferner Länder und Völker, sondern auch mit Geschehnissen in ihrer Heimat. So schildert das Buch Türkenstraße. Vorstadt und Hinterhof. Eine Chronik erzählt der selbst in der Münchner Türkenstraße lebenden Autorin Erlebnisse von Anwohnern der Straße aus der Zeit von 1905 bis 1970 und „welcher Geist wann herrschte“. Schlumberger wurde dafür im Jahr 2000 mit dem Ernst-Hoferichter-Preis ausgezeichnet.
Hella Schlumbergers Werk von 2007 mit dem Titel Mallorca, die vergewaltigte Schöne basiert auf der Erzählung des mallorquinischen Bauern Rafael über die Geschichte seines Volkes und deren Kampf gegen die „Zwangskatalanisierung“, die ihnen Sprache und Geschichte raubt. Ihr neuestes Buch "Hitlerattentäter Georg Elser, vom Verräter zur Lichtgestalt des Widerstands" ist von ihr bereits in Teilen veröffentlicht worden.

## Bibliografie (Auswahl)
- Der philosophische Dialog. Studien zu Voltaire, Diderot und Galian, 1971, ISBN 3-87452-065-X
- zusammen mit Günter Wallraff: Aufdeckung einer Verschwörung. Die Spinola-Aktion. Kiepenheuer & Witsch, Köln 1976.
- Kreuzweg Mittelamerika. El Salvador, Honduras, Nicaragua und Guatemala, 1983, ISBN 3-7610-0587-3
- Bolivien, schwankende Wiege der Freiheit. Land zwischen Kokainmilitärs und Demokraten, 1985, ISBN 3-7663-0805-X
- Kurdische Reise. Aus dem Leben eines bedrohten Volkes, 1989, ISBN 3-442-11454-3
- Durchs freie Kurdistan. Erlebnisse in einem vertrauten Land, 1989, ISBN 3-570-05285-0
- Der brennende Dornbusch. Im verbotenen Land der Kurden, 1991, ISBN 3-8218-0252-9
- Der Geist aus der Dschunke oder Wer nicht liest der schießt, 2002, ISBN 3-934036-76-7
- Türkenstrasse, Vorstadt und Hinterhof: Eine Chronik, erzählt, 2003, ISBN 3-00-012735-6
- Mallorca, Die vergewaltigte Schöne, 2007, ISBN 978-3-00-021523-0